# Emilia Dilke
Emilia Francis Strong, Lady Dilke, född 2 september 1840 i Ilfracombe, Devon, död 23 oktober 1904, var en brittisk författare, konstkritiker och fackföreningsledare. Hon var gift med Charles Wentworth Dilke (1843–1911).
Strong var en radikal och intellektuell rösträttskvinna. Hon propagerade för teknisk utbildning för kvinnor. Hon anslöt sig 1876 till Women's Trade Union League och blev dess ledare 1902. Under många år verkade hon för att organisera textilarbeterskor, för högre lön och försvarade kvinnornas intressen på möten med Trades Union Congress. Hon anses ha varit en förebild för Dorothea i George Eliots Middlemarch.